# Кухдешт
Кухдешт (перс.  كوهدشت‎) — город на западе Ирана, в провинции Лурестан. Административный центр шахрестана Кухдешт. Расположен на расстоянии приблизительно 70 километров к западу от Хорремабада, административного центра провинции. Город лежит на равнине, окруженной горами Загрос, на высоте 1 195 над уровнем моря.
Местность, на которой находится город, в древности была населена племенами касситов. В наши дни основное население Кухдешта составляют лаки (не путать с лакцами, народом в Дагестане).

## Население

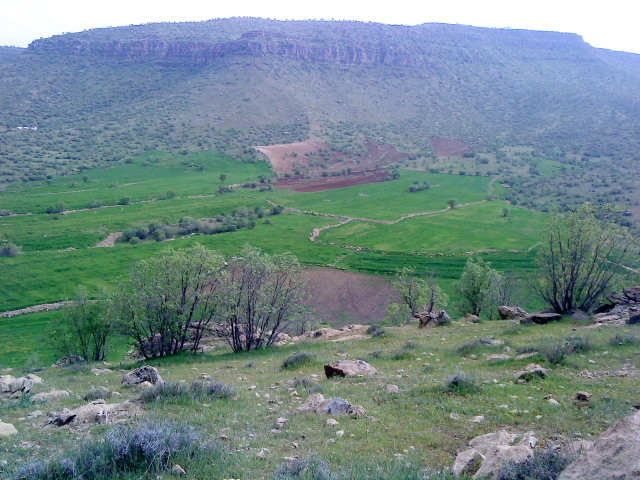
Весна в окрестностях Кухдешта

На 2006 год население составляло 85 519 человек.
| 1986   | 1991   | 1996   | 2006   |
| ------ | ------ | ------ | ------ |
| 44 653 | 61 935 | 72 105 | 85 519 |